# Сан-Педро-де-ла-Рока
19°58′7.34″ пн. ш. 75°52′13.08″ зх. д. / 19.9687056° пн. ш. 75.8703000° зх. д.
Фортеця Сан-Педро-де-ла-Рока (ісп. Castillo de San Pedro de la Roca) — фортеця на узбережжі Карибського моря в кубинському місті Сантьяго-де-Куба, приблизно за 10 км від центру міста.
Фортеця була збудована в 1637 під керівництвом Хуана Баттісти Антонеллі, представника міланської родини військових інженерів, за наказом і на честь губернатора міста Педро де ла Рока і Борха, з метою оборони міста від піратів, замість старішої та меншої фортеці, що була збудована між 1590 і 1610 роками. Нова фортеця була розташована на крутому схилі (morro), що спускався в гавань міста. Фортеця являла собою серію терас на чотирьох рівнях, з трьома валами для укриття артилерії. Припаси зазвичай підвозилися морем або сушею до верхнього рівня фортеці та зберігалися у великому сховищі. Будівництво тривало 42 роки з кількома перервами, з 1638 по 1670 роки. Сам Антонеллі залишив будівництво у 1645 році. Частинами фортеці також стали старіші укріплення.
Жах перед піратами мав під собою реальну основу. Протягом будівництва англійські пірати в 1662 році на два тижні захопили місто та зруйнували частину недобудованої фортеці. Після того, як вони були вигнані, іспанський уряд виділив кошти на завершення будівництва та збільшив гарнізон на 300 чоловік. Між 1663 і 1669 військові інженери Хуан Сіскара Ібаньєс, Хуан Сіскара Рамірес і Франсіско Перес керували відновленням та закінченням укріплень, додавши нові оборонні споруди на флангах та нову артилерійську платформу. В 1678 році фортеця витримала напад французького ескадрону, а в 1680 році напад 800 піратів Франкесми, одного з командувачів антильських флібустьєрів.
Між 1675 і 1692 роками фортеця була пошкоджена серією землетрусів, і її реконструкція під керівництвом Франсіско Переса тривала до 1695 року. В 1738—1740 роках були добудовані додаткові укріплення під керівництвом Антоніо де Арредондо, та знову після землетрусів 1757 і 1766 років.
У 1775 році, коли загроза піратів почала зникати, деякі будівлі фортеці були перетворені на в'язниці, відомі як «Скеля» (la Roca) і «Зірка» (la Estrella), хоча решта фортеці продовжувала діяти. Останнього разу фортеця зазнала нападу в 1898 році, коли під час Іспано-американської війни флот США атакував місто.
Протягом 20 століття фортеця була частково зруйнована, проте знову відновлена в 1960-х роках під керівництвом Франсіско Птат Пьюїґа. В 1997 році фортеця була проголошена частиною Світової спадщини, як найкраще збережений зразок іспанської колоніальної військової архітектури.